# 압구정터
압구정터는 전라남도 진도군 군내면 정자리에 있는 정자 터이다. 2012년 2월 29일 진도군의 향토문화유산(유형유산) 제19호로 지정되었다.

## 개요
압구정터는 진도군 군내면 정자리에 있고 압구정은 조희직의 정자이다. 1989년 진도 현지의 창녕 조씨 종중이 발의하여 정자리 언덕에 『麗朝正言 曺公希直 狎鷗亭遺蹟碑』를 세워 기념하고 있다. 이 비는 정자리 108-5번지에 있으며 소유는 조씨문중이다.
조희직은 고려 말기의 문신으로 본관은 창녕이고 시조 조계룡의 28세손이다. 증조할아버지는 조정통(曺精通), 할아버지는 조한용(曺漢龍), 아버지는 조경숙(曺景淑)이다. 조선 태조 이성계와는 사촌 동서간이다. 부인은 강윤충(康允忠)의 딸이며, 아들 조근(曺謹)과 조심(曺諶)을 두었다.
조희직은 1356년(공민왕 15) 정언(正言, 종6품) 재임 중 정추(鄭樞), 이존오(李存吾)와 함께 신돈(申旽)의 비행을 탄핵하다 진도로 쫓겨나, 가흥현(嘉興縣)의 호장(戶長)을 역임하였다.
조선 건국 뒤 중앙정부에서 여러 번 벼슬길에 나오기를 요청하였으나, “어찌 불사이군(不事二君)을 할 걸이며, 고려 왕조에서 고관을 배출한 집안으로 국은에 보답하지도 못했는데 무슨 면목으로 새 조정에 나갈 것인가?”하며 나가지 않았다. 그리고 진도군 군내면 정자리 해안에 압구정(狎鷗亭)이라는 정자를 짓고 낚시를 하며 살다가 일생을 마쳤다. 그리하여 조희직의 후손들이 대대로 진도에 살게 되었다고 한다.